# Vertrag von Abuja
Der Vertrag von Abuja (auch: Vertrag zur Gründung der Afrikanischen Wirtschaftsgemeinschaft; englisch: Abuja Treaty Establishing the African Economic Community) ist ein internationaler Vertrag, der unter anderem die Gründung der Afrikanischen Wirtschaftsgemeinschaft vorsah.
Im Mai 1994 trat der Vertrag in Kraft, nachdem er von einer ausreichenden Zahl von Staaten ratifiziert wurde.

## Kontext
Bereits im Jahr 1963 wurde mit der Organisation für Afrikanische Einheit (OAU) eine bedeutende internationale Organisation geschaffen, der fast alle afrikanischen Staaten angehörten. Die OAU verfolgte das Ziel, den Kolonialismus endgültig zu überwinden und eine stärkere Einheit und Zusammenarbeit zwischen den vielen, jungen Nationalstaaten Afrikas herzustellen. In diesem Rahmen strebte die OAU die Gründung eines gemeinsamen Wirtschaftsraums an. Diese Bemühungen fanden im Aktionsplan von Lagos (Lagos Plan of Action) Ausdruck, der 1980 von der OAU beschlossen wurde und regionale Wirtschaftsgemeinschaften als Grundstein für die wirtschaftliche Entwicklung und Einigung des Kontinents ansah. Dieser Ansatz wurde bei der 27. Ordentlichen Sitzung der OAU in Abuja weiterverfolgt und schließlich am 3. Juni 1991 im Vertrag von Abuja festgehalten.

## Inhalt
Der Vertrag von Abuja enthält in 106 Artikeln eine Reihe von Maßnahmen und Plänen zur langfristigen wirtschaftlichen Entwicklung des afrikanischen Kontinents. Der Vertrag wurde von 51 Staatsoberhäuptern mitgetragen. Bereits in Artikel 2 wird die Gründung der Afrikanischen Wirtschaftsgemeinschaft bekanntgegeben. Im Artikel 4 werden die Ziele der Organisation folgendermaßen definiert:
- Ökonomische, kulturelle und soziale Entwicklung fördern und die Selbstbestimmung der afrikanischen Nationen herstellen
- Schaffung eines kontinentalen Rahmenwerks für Entwicklung, Nutzung und Mobilisierung von Ressourcen
- Förderung der Zusammenarbeit der afrikanischen Staaten
- Harmonisierung von Strategien und Richtlinien lokaler Bündnisse

Auch die Umsetzung der Vision eines wirtschaftlich geeinten Afrikas wird in dem Vertrag umrissen und soll in sechs Stufen umgesetzt werden:
1. Regionale Wirtschaftsgemeinschaften stärken und aufbauen
2. Förderung von sektoraler Integration und der Zusammenarbeit zwischen den regionalen Wirtschaftsgemeinschaften
3. Gründung von Freihandelszonen auf regionaler Ebene
4. Koordinierung der Tarife der regionalen Wirtschaftsgemeinschaften, Ermöglichung der Gründung eines gemeinsamen Markts
5. Gründung des gemeinsamen afrikanischen Marktes und Erarbeitung gemeinsamer Richtlinien
6. Einbeziehung aller Wirtschaftssektoren, Gründung weiterer internationaler Organe, unter anderem der afrikanischen Zentralbank zur Verwaltung einer gemeinsamen Währung

Nach dem Vertrag von Abuja soll dieser Sechs-Punkte-Plan bis 2034 umgesetzt sein.